# Kotenčice
Kotenčice är en ort i Tjeckien.   Den ligger i regionen Mellersta Böhmen, i den centrala delen av landet, 50 km sydväst om huvudstaden Prag. Kotenčice ligger 424 meter över havet och antalet invånare är 206.
Terrängen runt Kotenčice är platt åt sydost, men åt nordväst är den kuperad. Runt Kotenčice är det ganska glesbefolkat, med 32 invånare per kvadratkilometer. Närmaste större samhälle är Příbram, 7,9 km sydväst om Kotenčice. I omgivningarna runt Kotenčice växer i huvudsak blandskog.